# Carmen da Silva
Carmen da Silva (1919, Río Grande, Río Grande del Sur–1985) fue una psicoanalista y periodista brasileña, precursora del feminismo en Brasil.

## Biografía
Carmen da Silva fue definida como «un símbolo de la modernización de la prensa y de la sociedad contemporánea brasileña». Entre 1963 y 1984, ininterrumpidamente, ella escribió la columna «A arte de ser mulher» («El arte de ser mujer») en la revista «Cláudia» de la Editora Abril. La columna anticipó algunos de los temas posteriormente apropiados por las feministas brasileñas, tales como el uso de la píldora anticonceptiva, la inclusión de las mujeres en el mercado de trabajo y el divorcio, entre otros.

## Obras
- A Arte de Ser Mulher - Um Guia Moderno Para o Seu Comportamento, 1967
- O Homem e a Mulher no Mundo Moderno, 1969
- Sangue sem dono, 1984
- Histórias Híbridas de uma Senhora de Respeito (autobiografía), 1984

### Antología
- CIVITTA, Laura (ed.). O melhor de Carmen da Silva, 1994.